# 馬毓鋆
馬毓鋆（?—?），江蘇省通州直隸州人，清朝政治人物、進士出身。
光緒三年（1877年），参加丁丑科殿試，登進士二甲第65名。同年五月，改翰林院庶吉士。